# کارمانیولا
کارمانیولا (به ایتالیایی: Carmagnola) یک کومونه در ایتالیا است که در استان تورین واقع شده‌است.

## خصوصیات
کارمانیولا ۹۶٫۳۸ کیلومترمربع مساحت و ۲۸٬۰۵۵ نفر جمعیت دارد و ۲۴۰ متر بالاتر از سطح دریا واقع شده‌است.

## خواهرخوانده
شهرهای اپاتیا و ریو ترسرو خواهرخوانده‌های کارمانیولا هستند.